# Una luz en la ciudad
Una luz en la ciudad fue una telenovela argentina emitida en 1971 por (Canal 13) protagonizada por Gabriela Gili Sebastián Vilar, Fernanda Mistral y Victor Laplace.
La telenovela fue escrita por Alma Bressan. La historia de un moderno centro de asistencia social, donde se desarrollan dramáticas historias que se viven en una gran ciudad.Sus integrantes son : un médico, un abogado,una asistente social, una odontóloga y una valiente monja, que en compañía de un joven voluntario y dispuesto a cualquier acto de arrojo,luchan por ayudar a los demás.
La autora tuvo una prolífica actuación en el género en la década de 1950, 1960, 1970,  1980 y 1990 Me niego a perderte, Clave de Sol y La extraña dama entre muchos otros títulos.

## Elenco
- Gabriela Gili (Hermana Angelina)
- Sebastián Vilar (Leonardo)
- Fernanda Mistral (Silvia)
- Perla Santalla (Marcela)
- Víctor Laplace (Mario)
- Miguel Bermúdez (Roque)
- Ana Casares (Adela)
- Cuny Vera (Laura)
- Tina Helba (Madre Superiora)
- Cristina Alberó (Alejandra)
- Alfonso de Grazia (Soria)
- Aldo Kaiser (César)
- Lilián Valmar (Victoria)
- Pedro Aleandro (Mariano)
- Alba Mujica (Luciana)
- Nélida Romero (Susana)
- Ricardo Bouzas (Alberto)
- Roberto Vilas (Daniel)
- Mónica Grey (Regina)
- Víctor Hugo Iriarte (Gustavo)
- Brigitte Dorel (Lucía)
- Beatriz Iribar (Hermana Teresa)
- María Esther Leguizamón (Hermana Rosario)
- Mauricio Guzmán (Rogelio)
- Alberto Piazza (Carlitos)
- Elena Conte (Alicia)
- Mario Morets (comisario)
- Gustavo Rozas (Lucho)
- Héctor Gióvine (Claudio)
- María Estela Lorca (Irma)

## Ficha técnica
- Libro: ALMA BRESSAN
- escenografía: SEIJAS
- iluminación:  FRANCISCO PALAU
- Producción:   JACINTO PÉREZ HEREDIA
- Dirección:    MARÍA INÉS ANDRÉS